# ميخائيل برايس (نحات)
ميخائيل برايس (بالإنجليزية: Michael Price)‏ هو نحات أمريكي، ولد في 21 أكتوبر 1940، وتوفي في 5 مايو 2001.